# جون براينت (كاتب أغاني)
جون براينت هو كاتب أغاني كندي، ولد في 22 يناير 1986.